# Pająkówka (Kościelisko)
Pająkówka – część wsi Kościelisko w Polsce w województwie małopolskim, w powiecie tatrzańskim,  w gminie Kościelisko.
W latach 1975–1998 Pająkówka administracyjnie należała do województwa nowosądeckiego.